# Episodi di I Am Franky (prima stagione)
La prima stagione di I Am Franky negli Stati Uniti è andata in onda dall'11 settembre 2017 al 6 ottobre 2017. In Italia la stagione è andata in prima TV dal 17 ottobre 2017 al 10 novembre 2017.
| n. | Titolo originale               | Titolo Italiano                              | Prima TV USA      | Prima TV Italia  |
| -- | ------------------------------ | -------------------------------------------- | ----------------- | ---------------- |
| 1  | I Am... a Gaines               | Io sono... una Gaines                        | 16 giugno 2017    | 16 ottobre 2017  |
| 2  | I Am... in Danger              | Io sono... un genio in matematica            | 23 giugno 2017    | 17 ottobre 2017  |
| 3  | I Am.. a Rom-Com Fan           | Io sono... una fan delle commedie romantiche | 28 giugno 2017    | 18 ottobre 2017  |
| 4  | I Am... a Radio?               | Io sono... un'impostrice?                    | 3 luglio 2017     | 19 ottobre 2017  |
| 5  | I Am... My Enemy's Friend?     | Io sono... amica della mia nemica?           | 9 luglio 2017     | 20 ottobre 2017  |
| 6  | I Am... Battery Operated       | Io sono... alimentata a batterie             | 14 luglio 2017    | 23 ottobre 2017  |
| 7  | I Am... Heartbroken            | Io sono... col cuore a pezzi                 | 10 settembre 2017 | 24 ottobre 2017  |
| 8  | I Am... Lost                   | Io sono... smarrita                          | 13 settembre 2017 | 25 ottobre 2017  |
| 9  | I Am... Disconnected           | Io sono... disconnessa                       | 18 settembre 2017 | 26 ottobre 2017  |
| 10 | I Am... Crashing               | Io sono... in cortocircuito                  | 18 settembre 2017 | 27 ottobre 2017  |
| 11 | I Am... Speechless             | Io sono... senza parole                      | 24 settembre 2017 | 30 ottobre 2017  |
| 12 | I Am... Hungry                 | Io sono... affamata                          | 27 settembre 2017 | 31 ottobre 2017  |
| 13 | I Am... Remote Controlled      | Io sono... controllata a distanza            | 26 settembre 2017 | 1º novembre 2017 |
| 14 | I Am... Suspended              | Io sono... sospesa                           | 30 settembre 2017 | 2 novembre 2017  |
| 15 | I Am... Not Alone              | Io sono... piena di amici                    | 8 ottobre 2017    | 3 novembre 2017  |
| 16 | I Am... Hot on the Trail       | Io sono... sulla pista giusta                | 11 ottobre 2017   | 6 novembre 2017  |
| 17 | I Am... Hanging Out with a Boy | Io sono... pronta per il primo appuntamento  | 16 ottobre 2017   | 7 novembre 2017  |
| 18 | I Am... Bound for Glory        | Io sono... destinata alla gloria             | 20 ottobre 2017   | 8 novembre 2017  |
| 19 | I Am... Caught                 | Io sono... in pericolo parte 1               | 26 ottobre 2017   | 9 novembre 2017  |
| 20 | I Am... a Sitting Duck         | Io sono... In pericolo parte 2               | 26 ottobre 2017   | 10 novembre 2017 |

## Io sono... una Gaines
- Titolo originale: I Am... a Gaines

### Trama
La dott.ssa Gaines costruisce un androide, ma il signor Kinghston lo vuole sfruttare alla Warpa. La Gaines scappa dalla EGG per far in modo che la Warpa non lo sfrutti per progetti militari, successivamente decide di trasferirsi e porta Franky alla Sepulveda (una scuola per adolescenti). Franky si fa nuovi amici eccetto Tammy che sospetta di Franky, Dayton vede Franky collegarsi a un cavo e sta per scoprire il suo segreto.

## Io sono... un genio in matematica
- Titolo originale: I Am... in Danger

### Trama
Dayton scopre il segreto di Franky e le promette di non dirlo a nessuno. Tammy si insospettisce sempre di più mentre Franky e Dayton guardano una commedia romantica che viene riflessa dagli occhi di Franky. L'Androide si bagna sotto la pioggia e ora ha dei problemi nel suo sistema operativo.

## Io sono... una fan delle commedie romantiche
- Titolo originale: I Am... a Rom-Com Fan

### Trama
La mamma di Franky prova ad aggiustare Franky, vede che va tutto bene ma il cavo madre si è surriscaldato. E quindi Franky ”impazzisce“ e sbaglia molte cose.

## Io sono... un'impostrice?
- Titolo originale: I Am... a Radio?

### Trama
Tammy per mettere alla prova Franky e scoprire il suo segreto decide di organizzare un pigiama-party, Dayton insiste ad andarci per controllare Tammy e per sapere cosa vuole fare a Franky.

## Io sono... amica della mia nemica?
- Titolo originale: I Am... My Enemy's Friend?

### Trama
Dayton informa a Franky che in realtà Tammy vuole scoprire il suo segreto. Prima del pigiama-party Franky ha il livello della batteria basso e la mamma decide di cambiarla, ma quella nuova causa problemi al suo sistema operativo.

## Io sono... alimentata a batterie
- Titolo originale: I Am... Battery Operated

### Trama
Franky ha la sua batteria sempre più scarica, mentre dormono Dayton e Tammy Franky si ricarica, Dayton trova Tammy nel bagno nascosta, subito dopo va nella camera di Franky e la sorella minore scopre che Dayton sa il suo segreto.

## Io sono... col cuore a pezzi
- Titolo originale: I Am... Heartbroken

### Trama
Tammy fa in modo che scopra il segreto di Franky. Ma finito il piagiama-party tornano tutti a scuola.

## Io sono... smarrita
- Titolo originale: I Am... Lost

### Trama
C'è un nuovo studente a scuola, (Andrew) anch'esso un androide (costruito da Jaime Peters per vincere il premio Nobel ed essere migliore di Franky), ma ancora nessuno lo sa mentre Tammy ha dei piani per scoprire il segreto di Franky, infatti chiede a quest'ultima di stare nella squadra Cervelloni e fa in mondo che Robbie sia espulso dalla scuola per farla entrare.

## Io sono... disconnessa
- Titolo originale: I Am... Disconnected

### Trama
Andrew vandalizza la scuola e fa in modo che al suo posto venga accusata Franky, nonostante lei lo continui a negare. Così la preside della scuola decide di sospenderla e chiama a casa Gaines per farlo sapere ai genitori di Franky. Quest'ultima però, sotto consiglio di Dayton, intercetta la chiamata della preside, per non farlo sapere alla madre.

## Io sono... in cortocircuito
- Titolo originale: I Am... Crashing

### Trama
Franky è in punizione, ma il suo computer ha dei problemi. Tammy vuole a tutti i costi far espellere Robbie dalla scuola e quindi dice alla preside che in realtà è stato lui a vandalizzare la scuola.

## Io sono... senza parole
- Titolo originale: I Am... Speechless

### Trama
La preside non è convinta di Tammy, la mamma di Franky (dai suoi dati) vede che è stata espulsa, ma dopo la preside la chiama e informa che Robbie è stato espulso.

## Io sono... affamata
- Titolo originale: I Am... Hungry

Dayton, per non far credere a Tammy che Franky è un androide, le costruisce un cyber-stomaco per farla mangiare e lo è di grande aiuto sia per Franky e sia per la sua mamma.

## Io sono... controllata a distanza
- Titolo originale: I Am... Remote Controlled

### Trama
La EGG controlla a distanza Franky che va fuori controllo perché Kinghston la vuole assolutamente per il progetto Q della WARPA.

## Io sono... sospesa
- Titolo originale: I Am... Suspended

### Trama
Franky viene sospesa dalla scuola perché è sul piede di guerra mentre tra non molto c'è il ballo delle emojy, lei accetta l'invito di Cole e Andrew, per sbaglio, pensa che lei gli abbia accettato anche il suo invito.

## Io sono... piena di amici
- Titolo originale: I Am... Not Alone

### Trama
Robbie torna a scuola e Franky entra nella squadra cervelloni, lei non sa con chi uscire e si presenta al ballo con due ragazzi.

## Io sono... sulla pista giusta
- Titolo originale: I Am... Hot on the Trail

### Trama
Tammy fa uno scherzo a Franky, Andrew la salva e si rompe un braccio così Dayton e Franky ora sanno che è un Androide e tutti i suoi piani. La squadra Cervelloni si sta allenando per la gara finale.

## Io sono... pronta per il primo appuntamento
- Titolo originale: I Am... Hanging Out with a Boy

### Trama
Franky esce con Cole per la prima volta mentre la WARPA è sempre più arrabbiata per il ritardo dell'androide da consegnargli.

## Io sono... destinata alla gloria
- Titolo originale: I Am... Bound for Glory

### Trama
Dayton scopre che suo padre è Kinghston, lo dice a Franky che è occupata ad esercitarsi per la finale della squadra Cervelloni.

## Io sono... in pericolo
- Titolo originale: I Am... Caught

### Trama
Cole scopre che Franky è un'androide. Si avvicina la gara finale e la WARPA è col fiato sul collo a Dayton, Cole e Franky.

## Io sono... un bersaglio facile
- Titolo originale: I Am... a Sitting Duck

### Trama
La WARPA non prende più Franky, ma Andrew con Jamie Peters. Franky e Cole non sanno che la WARPA già ha il suo Androide e scappano lontani da casa mentre Dayton li cerca.